# Autoriteit (boek)
Autoriteit, ook bekend onder de oorspronkelijk Engelse titel Authority, is een sciencefiction- en horrorroman uit 2014 van de Amerikaanse schrijver Jeff VanderMeer. Het is het tweede boek uit diens Southern Reach-trilogie.

## Inhoud
Het overheidsbureau Southern Reach is verantwoordelijk voor de expedities in Gebied X, het onbewoonde gebied waar zich onverklaarbare zaken afspelen.
John Rodriguez, ook bekend als Control, wordt de nieuwe directeur van Southern Reach. Hij is een geheime werknemer van Central, de mysterieuze groep die aan het hoofd staat van de Southern Reach-organisatie. Zijn moeder en grootvader zijn prominente leden van Central. Hij rapporteert via telefoongesprekken en e-mails aan een tussenpersoon genaamd "de Stem", die voor Central werkt.
Control botst als directeur regelmatig met de andere stafleden van Southern Reach. Vooral adjunct-directrice Grace laat geen kans onbenut om hem te ondermijnen. Desondanks neust Control door de verzamelde gegevens (interviews, foto's, video's) en stelt hij belangrijke informatie samen. Zo ontdekt hij dat de vorige directeur de psychologe van de twaalfde expeditie in Gebied X was. Hij komt ook te weten dat er veel meer expedities waren dan publiekelijk bekend werd gemaakt. De elfde expeditie vertoonde herhalingen met telkens enkele veranderende controlefactoren zoals in een laboratoriumexperiment. De twaalfde expeditie bestond dan weer enkel uit vrouwen, om te zien hoe die zouden interageren met Gebied X.
De biologe van de twaalfde expeditie wordt op mysterieuze wijze teruggevonden op een braakliggend terrein.
Control ondervraagt de biologe, die zichzelf Spookvogel noemt. Hij deelt haar interesse in het biologisch ecosysteem, maar komt niks te weten over Gebied X, waardoor hij besluit om onconventionele methodes te gebruiken om haar aan het praten te krijgen.
Control vermoedt (terecht) dat hij door de Stem gehypnotiseerd wordt om het onderzoek in een bepaalde richting te duwen. Hij weet uit de hypnose te breken en zijn onderzoek onafhankelijk verder te zetten. Hij zondert zich op die manier wel af van de bazen van Central en vreest dat er represailles zullen komen. Om zich te beschermen, rekent hij op de steun van zijn moeder. De biologe wordt vervolgens opgesloten door Central omdat de organisatie vreest dat Control een emotionele band met de vrouw heeft opgebouwd.
Inmiddels ontdekt Control dat de psychologe van de twaalfde expeditie het kleine meisje is op de foto uit de vuurtoren die zich in Gebied X bevindt. Hierdoor beseft hij nu dat er een diepe link is tussen de vrouw en het abnormale gebied.
Een replica van de psychologe keert terug uit Gebied X, dat zich uitzet tot in de bewoonde wereld. Control verlaat het kantoor van Southern Reach aangezien Gebied X de kantoren van de organisatie overwoekert.
De biologe weet te ontsnappen en Central slaagt er niet meteen in om haar op te sporen. Control kent haar achtergrond en gokt waar ze zou kunnen zijn. Hij weet stiekem met haar af te spreken. De biologe denkt dat een diep gat in de grond een toegang tot Gebied X is. Central zit hen inmiddels op de hielen. Ze springt in het gat. Control besluit haar te volgen en springt haar achterna.